# Paul Géraldy
Ne doit pas être confondu avec l'écrivain belge Paul Gérardy.
Pour les articles homonymes, voir Paul Lefèvre (homonymie) et Lefèvre.
Paul Lefèvre-Geraldy, dit Paul Géraldy, né le 6 mars 1885 à Paris 18e et mort le 10 mars 1983 à Neuilly-sur-Seine, est un poète et dramaturge français.

## Biographie

### Famille
Paul Lefèvre naît le 6 mars 1885 au 17, rue Custine, dans le 18e arrondissement, de Paul Marie Georges Lefèvre, journaliste, et de Jeanne Berthe Geraldy, sans profession.

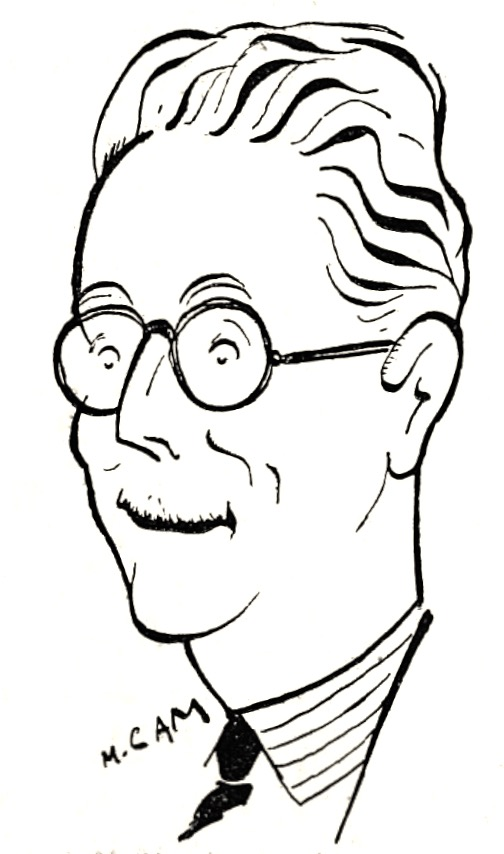
Paul Géraldy dans Le Matin (7 mars 1936).

En 1922, il obtient l'autorisation d'ajouter le nom de sa mère à celui de son père et de s'appeler ainsi Lefèvre-Geraldy.

### Œuvre
Il publie son premier recueil, Les Petites Âmes, en 1908 et connaît un très grand succès populaire avec son second recueil, Toi et moi, en 1912.
Il a participé activement par ses publications à la revue de Jean-Marc Montguerre, L'Échauguette.

### Vie privée
Le 13 mars 1913, il épouse à Paris la cantatrice Germaine Lubin. Il eut aussi comme égérie et compagne Antoinette Sasse.
Il fut un hôte assidu de Sainte-Maxime, dans sa villa de Beauvallon, La Colline, que lui construisit l'architecte Louis Süe.
Il est inhumé au cimetière nouveau de Neuilly-sur-Seine.

## Reconnaissance
Géraldy ne figure pas dans les principales anthologies de la poésie française de la fin du XXe siècle, ce qui l'a rendu presque inconnu de la génération née après-guerre.
Le journaliste Jean-François Kahn le « redécouvre » (et le fait redécouvrir au public) le temps d'une émission télévisée au début des années 1980, peu de temps avant sa mort. Il regrettera, au cours de cette émission, de ne jamais recevoir la visite de jeunes poètes venant lui montrer leurs œuvres.
Sacha Guitry eut ce mot sur Paul Géraldy : 

« Il parle de l'amour, mais en connaissance de cause, car il a beaucoup aimé et beaucoup été aimé[réf. nécessaire]. »

## Quelques extraits
- Dualisme :

Chérie, explique-moi pourquoi
tu dis : « mon piano, mes roses »,
et : « tes livres, ton chien » … pourquoi
je t'entends déclarer parfois:
« c'est avec mon argent à moi
que je veux acheter ces choses. »
Ce qui m'appartient t'appartient !
Pourquoi ces mots qui nous opposent:
le tien, le mien, le mien, le tien ?
Si tu m'aimais tout à fait bien,
tu dirais : « les livres, le chien »
et : « nos roses ».
(Toi et moi)
- Sur la photographie :

Le souvenir est un poète
N'en fais pas un historien
(Toi et moi)
- Sur le passage du temps :

Quarante ans : la maturité !
Plus de force, moins de santé.
Plus d'allure, moins de beauté.
Plus de hauteur, moins de fierté.
Moins d'appétits, plus d'exigences.
Moins d'élan, plus de volonté.
Moins de foi, plus d'autorité.
Moins de cœur, plus d'humanité.
(Vous et moi)

## Publications

### Poésie
- Les Petites Âmes (1908)
- Toi et moi (1912), Stock ; édition de bibliophilie illustrée par Roger Schardner (1945) pour Les Éditions de Champrosay
- Féeries (1946) coll. « NRC Plein Midi »
- Vestiges (1948)
- Vous et moi (1965)

### Théâtre
- La Comédie des familles, comédie en 1 acte, en vers, Théâtre de l'Odéon, 24 mars 1908
- Les Noces d'argent, comédie en 4 actes, Comédie-Française, 5 mai 1917
- Aimer, pièce en 3 actes, Comédie-Française, 5 décembre 1921
- Les Grands Garçons, comédie en un acte, Comédie-Française, 18 novembre 1922
- Si je voulais…, comédie en 3 actes, avec Robert Spitzer, Théâtre du Gymnase, 22 mai 1924
- Robert et Marianne, comédie en 3 actes, Comédie-Française, 23 novembre 1925
- Son mari, comédie en 3 actes, avec Robert Spitzer, Théâtre de la Michodière, 4 mars 1927
- L'Homme de joie, comédie en 4 actes, avec Robert Spitzer, Théâtre de la Madeleine, 24 février 1929
- Christine, pièce en quatre actes, Comédie-Française, 11 novembre 1932
- Do, mi, sol, do !, comédie en 3 actes, Théâtre de la Michodière, 21 décembre 1934
- Duo, pièce en trois actes, d'après le roman de Colette, Théâtre Saint-Georges, 10 octobre 1938
- Quatuor de Noel Coward, Théâtre des Capucines, 1955
- Vous qui passez, tragi-comédie en un acte

### Récits
- La Guerre, Madame… (1916)
- Le Prélude, Stock (1923)
- L'Homme et l'amour (1951)

## Adaptations
Son poème Apaisement est adapté en chanson en 1941 par Maurice Chevalier avec une musique d'Henri Betti et avec le titre On veut tant s'aimer.
Il est enregistré en 1955 par Jean Chevrier avec une illustration musicale de Pierre Spiers.